# María Enriqueta de Austria
María Enriqueta de Habsburgo-Lorena nacida en Pest, entonces ciudad del Imperio austríaco (ahora Budapest, Hungría) el 23 de agosto de 1836, y fallecida en Spa (Bélgica) el 19 de septiembre de 1902. Hija de archiduque palatino de Hungría José Antonio de Austria y María Dorotea de Wurtemberg. Se casó en 1853 con Leopoldo de Sajonia-Coburgo, duque de Brabante, príncipe de Bélgica, duque de Sajonia quien se convertiría en Leopoldo II de Bélgica en 1865.

## Biografía

### Una gran familia
María Enriqueta de Habsburgo-Lorena era la hermanastra del archiduque Esteban ("Stephan") quien, tras suceder a su padre como palatino de Hungría en 1847, apoyará las manifestaciones independentistas húngaras de 1848, por lo que fue desposeído de su cargo y desterrado por el emperador Francisco José I. En cambio, su otro hermano, el archiduque José Carlos de Austria se mantuvo del lado del emperador.
La hermana mayor de la archiduquesa María Enriqueta fue la archiduquesa Isabel, viuda a los 19 años del príncipe Fernando de Módena, con quien tuvo a la archiduquesa María Teresa, princesa de Módena y que será la última reina de Baviera. El emperador Francisco José, en busca de esposa, se interesó en la archiduquesa Isabel, pero su madre, la archiduquesa Sofía, se opuso al enlace de su hijo y soberano, con la hermana de un rebelde, que era a su vez viuda y madre. Además, la archiduquesa Isabel volvió a casarse rápidamente, esta vez con el archiduque Carlos Fernando de Austria-Teschen uno de sus primos de la rama Teschen y con el que tendrá varios hijos, entre ellos a la archiduquesa María Cristina, que se casará con el rey Alfonso XII de España y será regente de España durante la minoría de su hijo, Alfonso XIII. Otra sobrina de la reina María Enriqueta, María Dorotea de Austria, hija de su hermano, el archiduque José Carlos, se casará con el duque de Orleans, pretendiente al trono de Francia.
La archiduquesa alcanzó desde bien joven una gran pasión por los caballos, destacando como una magnífica amazona, cabalgando con destreza por las llanuras húngaras. Estaba interesada en la música y la pintura, incluso llegó a componer una ópera: Wanda.

### Matrimonio

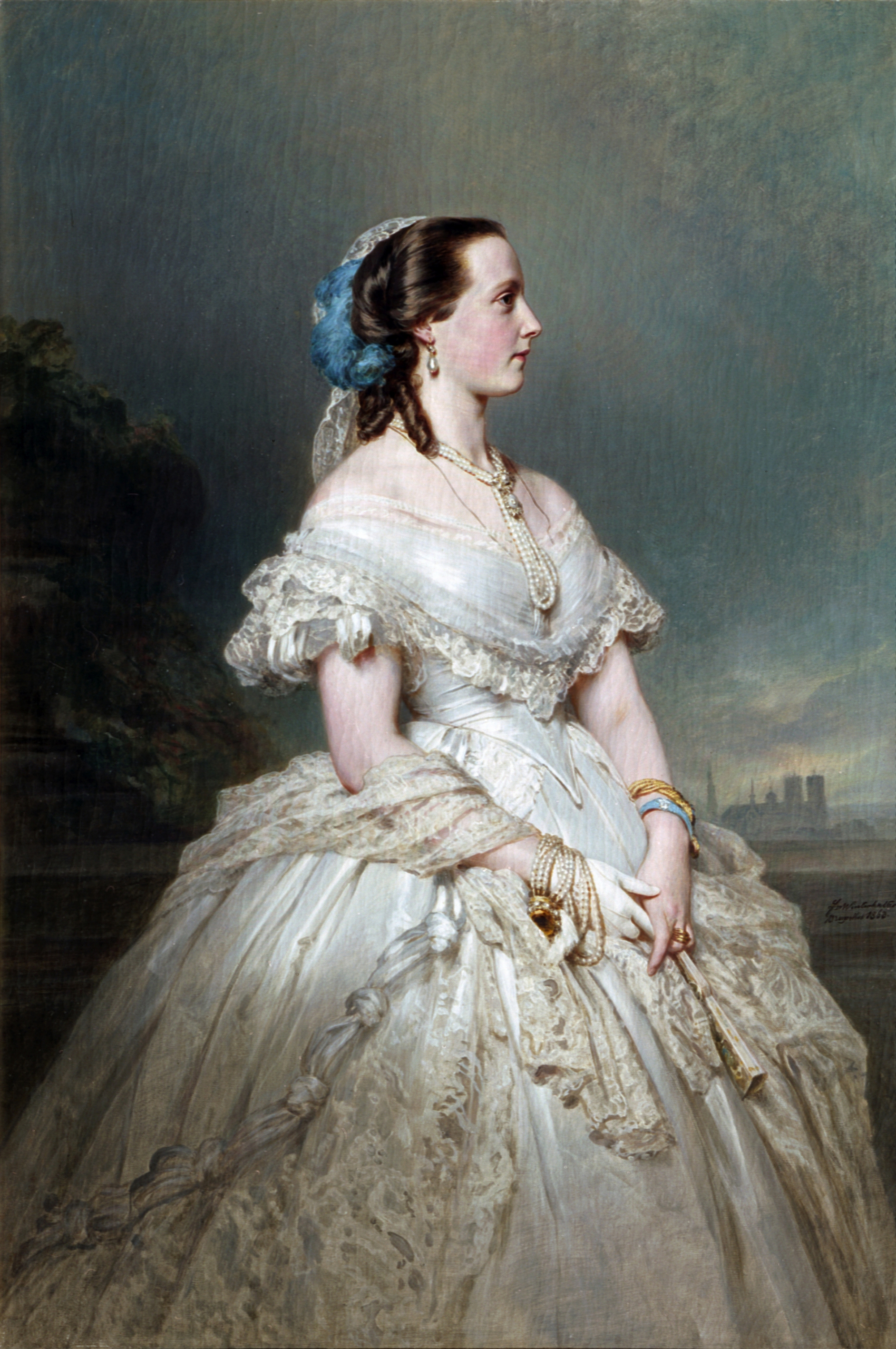
La reina María Enriqueta en 1865, por Winterhalter.

María Enriqueta se casó con el príncipe Leopoldo, duque de Brabante, heredero del trono de Bélgica con 17 años. El matrimonio se había decidido por razones políticas. La joven monarquía belga surgió de una revolución y había puesto en el trono a un rey de origen luterano, por lo que se esperaba que su segundo monarca se casase con una princesa procedente de una prestigiosa dinastía católica, vinculándo a la monarquía belga recién establecida con más firmeza a las dinastías católicas establecidas de Europa. Después de las revoluciones de 1848 que sacudieron a las monarquías europeas, la casa de Habsburgo-Lorena mantenía su solidez. Además, el rey Leopoldo I de Bélgica, temía los esfuerzos de anexión de Napoleón III, y buscó un acercamiento con otras grandes potencias europeas. La relación matrimonial con los Habsburgo salvaguardaría la soberanía belga. El matrimonio por poderes tuvo lugar el 10 de agosto de 1853 en el palacio de Schönbrunn de Viena. El 20 de agosto, María Enriqueta llegó a Bélgica. Engelbert Sterckx, arzobispo de Malinas y primado de Bélgica, celebró la boda real el 22 de agosto en la catedral de Santa Gudula en Bruselas. Al día siguiente, los gremios de la capital y las cooperativas de artistas organizaron un magnífico ascensor histórico en honor a los recién casados. 
La pareja tuvo cuatro hijos:
- Luisa María de Bélgica (18 de febrero de 1858 - 1 de marzo de 1924), casada en 1875 con el príncipe Felipe de Sajonia-Coburgo-Gotha.
- Leopoldo de Bélgica, duque de Brabante (12 de junio de 1859 - 22 de enero de 1869).
- Estefanía de Bélgica (21 de mayo de 1864 - 24 de agosto de 1945), casada en 1881 con Rodolfo de Habsburgo, heredero del Imperio austrohúngaro.
- Clementina de Bélgica (30 de julio de 1872 - 8 de marzo de 1955), casada en 1910 con Napoleón Víctor Bonaparte, Príncipe Napoleón.

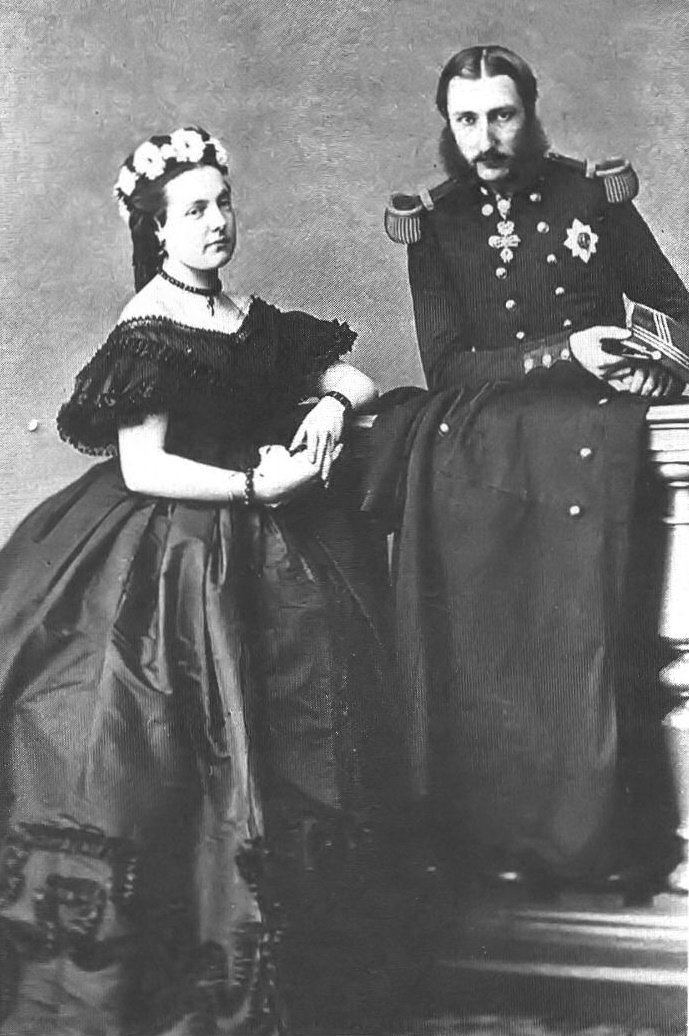
Leopoldo y María Enriqueta, duques de Barbante, en 1853.

El matrimonio fue infeliz desde el principio. La archiduquesa, vivaz, serena y amante de la libertad no encajaba con el carácter del príncipe heredero belga reservado, rígido y reservado. La princesa Melanie Metternich-Zichy, tercera esposa del destacado estadista austriaco Klemens von Metternich, dijo entre risas refiriéndose al amor de María Enriqueta por los caballos, que era como si un teniente húsar se casase con una monja; siendo la monja el duque de Brabante. Para conseguir un heredero al trono, María Enriqueta procuró lograr el interés de su esposo y lo acompañó, por ejemplo, en 1855 en un viaje de varios meses por oriente.
Sin embargo todo eran buenos augurios para la pareja principesca al poco de su matrimonio: después de que una niña llamada Luisa, nació el deseado heredero, el príncipe Leopoldo. En 1857, la princesa Carlota, hermana del duque de Brabante, se casó con el archiduque Maximiliano, hermano del emperador de Austria. Para afianzar más los vínculos entre la nueva dinastía belga y la antigua Casa de Austria, dando a la primera la legitimidad que le faltaba y, a la segunda, una alianza libre de riesgos con el mundo moderno. En 1864, el archiduque Maximiliano, esposo de Carlota de Bélgica, fue proclamado emperador de México.

### Reina de los Belgas
El rey Leopoldo I murió en 1865 y el duque de Brabante, de 30 años, ascendió al trono de los belgas como Leopoldo II. Como primera afrenta a la joven reina, el rey se niega a que su esposa participe en las ceremonias de coronación, a pesar de que ya le ha dado tres hijos. No permite que se siente cerca del trono y María Enriqueta se colocará entre los espectadores de la primera fila durante la ceremonia.
Políticamente, María Enriqueta no pudo ejercer ninguna influencia y solo realizó tareas representativas. En 1867 se le encargó la comisión de trasladar la residencia de su cuñada, la emperatriz Carlota de México, que presentaba trastornos mentales después de que su esposo Maximiliano, hubiera sido asesinado el 19 de junio de 1867 en México, y de la que se decía, era maltratada por sus sirvientes. María Enriqueta fue a Viena y negoció el regreso de la desafortunada emperatriz, quien la acompañó en su camino de regreso desde el castillo de Miramar, cerca de Trieste.
La relación de Leopoldo II con su esposa era muy conflictiva, también porque él tenía muchas relaciones extramaritales. María Enriqueta se volvió huraña e inaccesible debido a estas constantes humillaciones. Cuando en 1869 su único hijo, el príncipe heredero Leopoldo, murió de neumonía a la edad de nueve años tras caer a un estanque. Ello constituirá una tragedia para los soberanos, que les lleva a distanciarse aún más. Sin embargo, se da un breve acercamiento con la esperanza de engendrar otro varón, pero es una niña la que nacerá en 1872: la princesa Clementina. Tras la decepción, la pareja lleva vidas separadas.

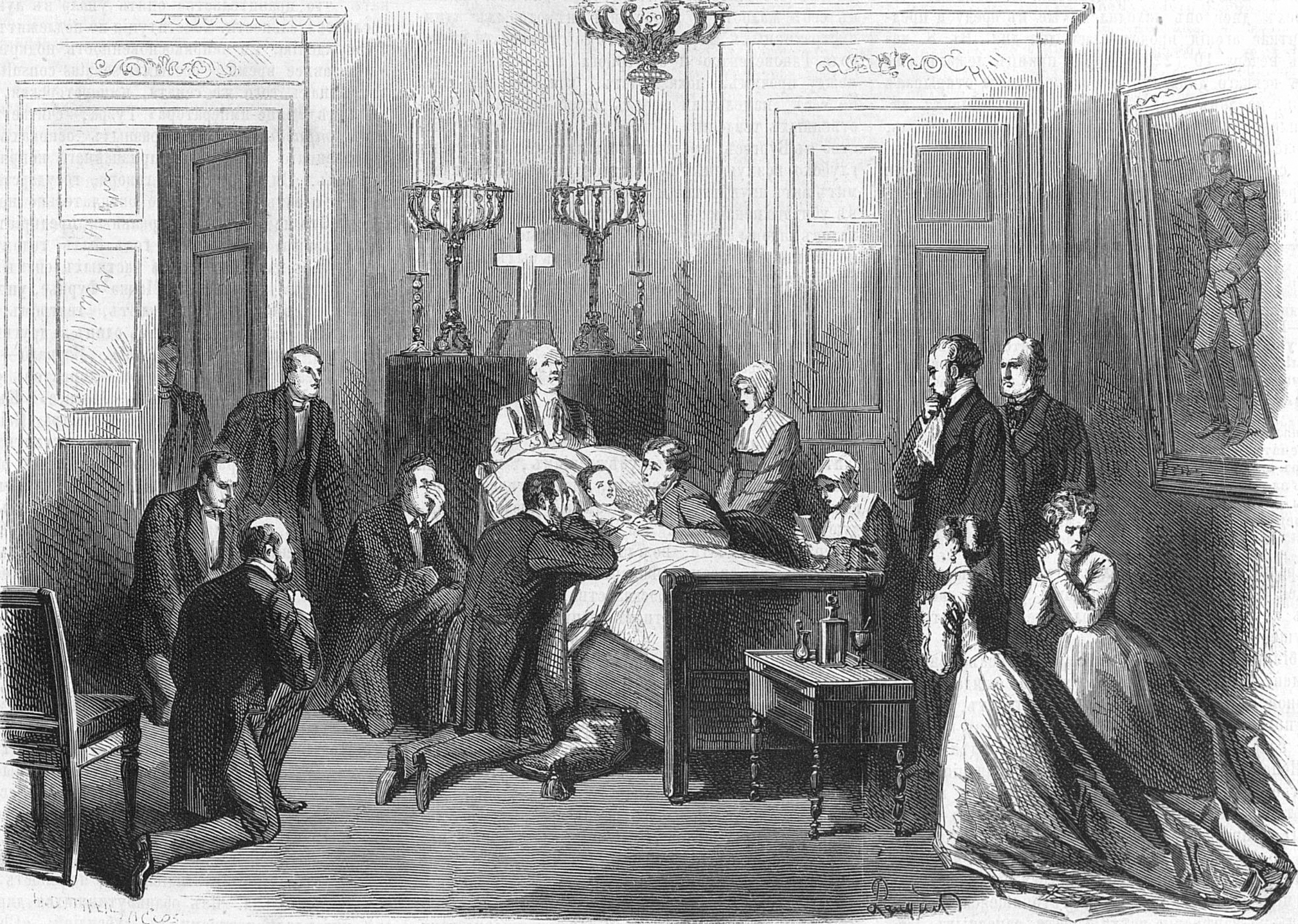
El duque de Brabante en su lecho de muerte. Ilustración en un periódico ruso. 1869.

El rey, al no tener un hijo, establece la Ley Sálica y busca desheredar a sus hijas. Luego se centra en la colonización del Congo. Mientras, la reina centra su interés, para disgusto de su marido, en sus caballos húngaros. En 1878 se celebran con mucha pompa las bodas de plata de los soberanos, algo que no afectó a su distanciamiento.

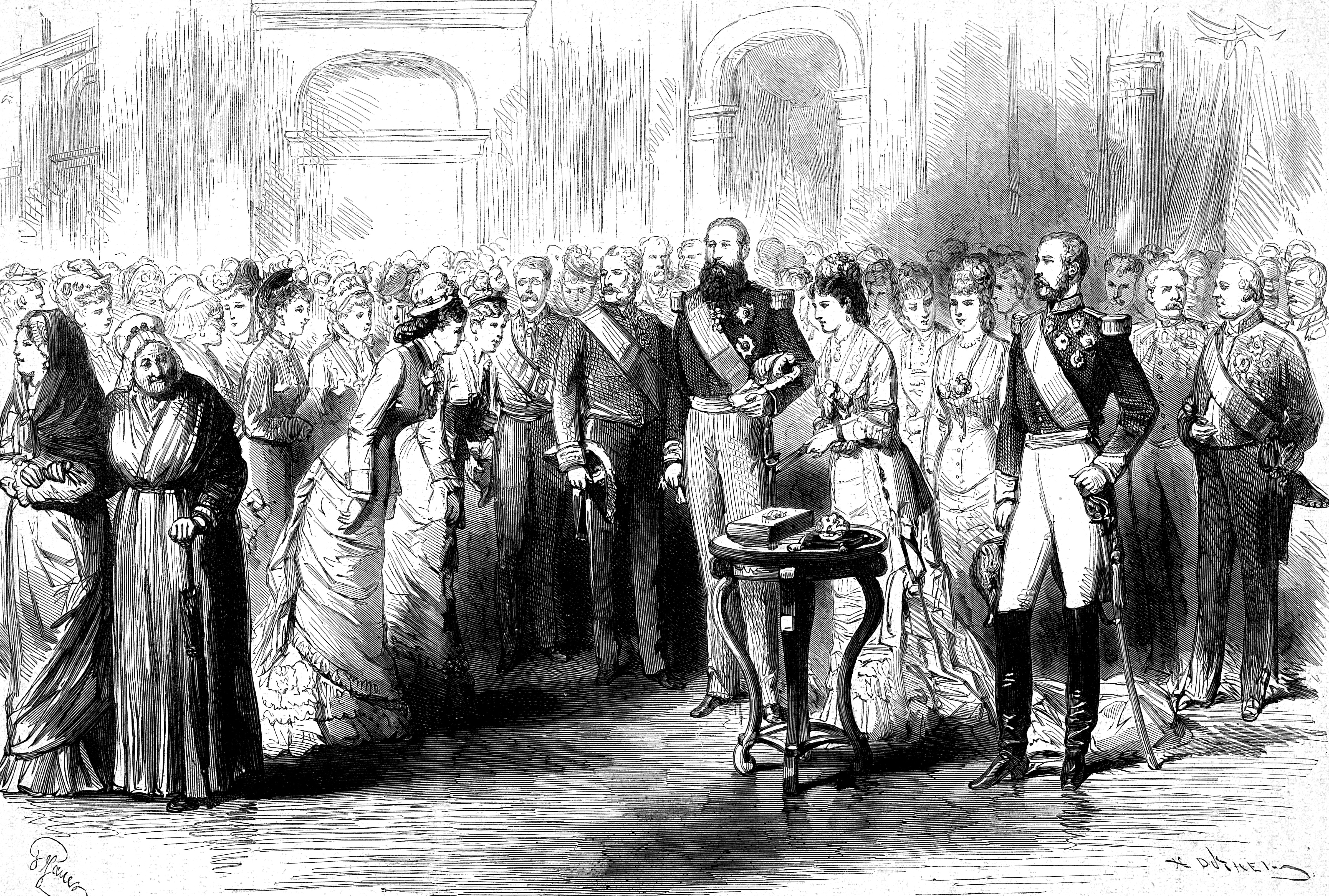
Presentación de regalos a la reina por sus bodas de plata, Palacio Real (Bruselas), el 22 de agosto de 1878.

Además de los caballos, María Enriqueta siente pasión por los perros y las aves, especialmente los guacamayos. También le gustaba organizar decoraciones florales en sus habitaciones. No solo sentía gran amor por los animales, sino que también se dedicó a proyectos de caridad como mujer muy religiosa que era. Durante la guerra franco-prusiana de 1870/71 ella ayudó a conectar a los heridos, que habían sido transportados en tren a Bélgica. También promovió a músicos, artistas y el mundo teatral y fue admiradora de Richard Wagner. En su castillo en Laeken, María Enriqueta, que tocaba el piano y el arpa, tenía un micrófono teatral instalado y, por lo tanto, podía escuchar las actuaciones vocales realizadas en la ópera real de Bruselas. También era una pintora aficionada, pintando acuarelas.
A partir de 1895, La reina María Enriqueta se retiró a la ciudad balneario de Spa, instalándose permanentemente en la Villa Real, adquirida en 1894, y tendrá a su servicio a Auguste Goffinet (1857-1927). Tuvo una buena relación con su hija Clementina, la única que permaneció en Bélgica y que asumió el papel de primera dama. Se entregó a la jardinería y a la caridad y mantuvo sus intereses artísticos y musicales. De vez en cuando aparecía en eventos ecuestres. Entre sus confidentes estaba su sobrino, el príncipe Alberto.
Las preocupaciones sobre los desafortunados matrimonios de sus dos hijas mayores y sus problemas matrimoniales la habían envejecido prematuramente. Desde 1899, enfermaba cada vez más, y vivía completamente aislada y tenía poco contacto con su esposo e hijas. En soledad, murió el 19 de septiembre de 1902, tras un grave ataque de asma y un ataque al corazón a la edad de 66 años. La misa del funeral se celebró en la iglesia de Notre-Dame de Spa. Su cuerpo está enterrado en la cripta real de la Iglesia de Notre Dame de Laeken. Leopoldo II había prohibido a sus hijas visitar a María Enriqueta en sus últimas horas y asistir a su funeral.
Tras su muerte, la relación entre su viudo y sus hijas se verá enturbiada por las disputas sobre la herencia y los reveses matrimoniales, y que son abiertamente aireados en público. El rey Leopoldo II murió en 1909 después de casarse religiosamente, cinco días antes de su muerte, con su última amante, la baronesa Vaughan.

### Matrimonios de sus hijas
La reina sueña con bodas brillantes para sus hijas, a quienes educa según las rígidas costumbres de la época, con baños fríos y mucha disciplina. 
En 1875 Luisa se casó con su muy rico primo Felipe de Sajonia-Coburgo-Kohary, hijo del príncipe Augusto y la princesa Clementina de Orleans, y sobrino del rey consorte de Portugal. El matrimonio empieza con buena sintonía y la pareja pasa felices días en la corte de Viena. En 1881 el príncipe y la princesa se convirtieron en cuñado y cuñada del heredero archiduque. Su lugar en la corte se fortalece. Sin embargo, con el tiempo la discordia matrimonial es cada vez más conocida por el público y perturba a la familia imperial. De hecho, Felipe es perverso, tiránico y depravado. Luisa se venga gastando escandalosamente la fortuna de su esposo y engañándolo abiertamente. Con la aprobación del emperador, el príncipe termina haciendo que su esposa sea internada con el pretexto de que se ha refugiado en los brazos de un sirviente. Luisa huyó y se divorció en 1906, algo que en ese momento era escandaloso, y se casó con su "salvador". La humilación se le ahorrará a la reina, que murió en 1902.
Estefanía es el orgullo de sus padres al contraer, en 1881, la unión más prestigiosa de su tiempo con el archiduque heredero de Austria y Hungría Rodolfo, único hijo del emperador Francisco José I y la emperatriz (la famosa "Sissi"). La reina María Enriqueta solo puede alegrarse de que su hija se case con un miembro de la Casa de los Habsburgo-Lorena. Sin embargo, el matrimonio es prematuro. Después de sus primeros y muy difíciles años, y el nacimiento de una hija, la archiduquesa Isabel María de Austria, la futura "archiduquesa roja", Estefanía queda estéril. Contrajo una enfermedad venérea que le transmitió su esposo. Entonces comprende que no puede dar herederos al trono, y la pareja, cuyos intereses divergen, se distancia abiertamente. El archiduque se entregó al libertinaje, en compañía de su cuñado, Felipe de Sajonia-Coburgo, antes de morir trágicamente en Mayerling en 1889. Viuda a los veinticuatro años, Estefanía se retiró a Hungría. En 1900, Estefanía se volvió a casar, para disgusto de la familia, con un caballero húngaro que no es de sangre real, el conde Elémer Lónyay. A pesar de ser un matrimonio desigual, Estefanía parece encontrar finalmente la felicidad. Sin embargo, esta unión morganática la aleja de la realeza de Austria y Bélgica.
En 1891, muere prematuramentea los veintiún años, el príncipe Balduíno, hijo de Felipe, Conde de Flandes (hermano de Leopoldo II). Segundo en el orden de sucesión al trono después de su padre, se pensaba en él para ser el esposo de su prima, la princesa Clementina.
Sus sobrinas, las hijas del conde de Flandes, se casan: una en Alemania y la otra en Francia. Josefina Carolina se casó en 1894 con el príncipe Carlos Antonio de Hohenzollern-Sigmaringen. Enriqueta se casó dos años después con el príncipe Manuel de Orleans, duque de Vendôme, hijo del duque de Alençon y la duquesa Sofía Carlota de Baviera, la hermana más joven de la emperatriz de Austria, y quien murió en 1897 durante el incendio del Bazar de la Charité. La emperatriz "Sissi", la suegra de Estefanía, murió en Ginebra al año siguiente.
Pero 1900 es sobre todo el año del matrimonio del sobrino de María Enriqueta, segundo en el orden de sucesión al trono hasta la muerte de su padre en 1905, el príncipe Alberto. Se casó por decisión propia con una sobrina del rey de Baviera, ahijada de la difunta emperatriz, la duquesa Isabel en Baviera. El príncipe y su futura esposa se conocieron en el funeral de la duquesa de Alençon, heroica víctima del incendio del Bazar de la Charité. La reina da una calurosa bienvenida a esta inteligente sobrina. Finalmente habrá una pareja feliz en la historia de los reyes de los belgas. Al año siguiente, la joven princesa da a luz a un heredero, el futuro Leopoldo III de Bélgica. El futuro de la dinastía belga está asegurado.

### Homenaje

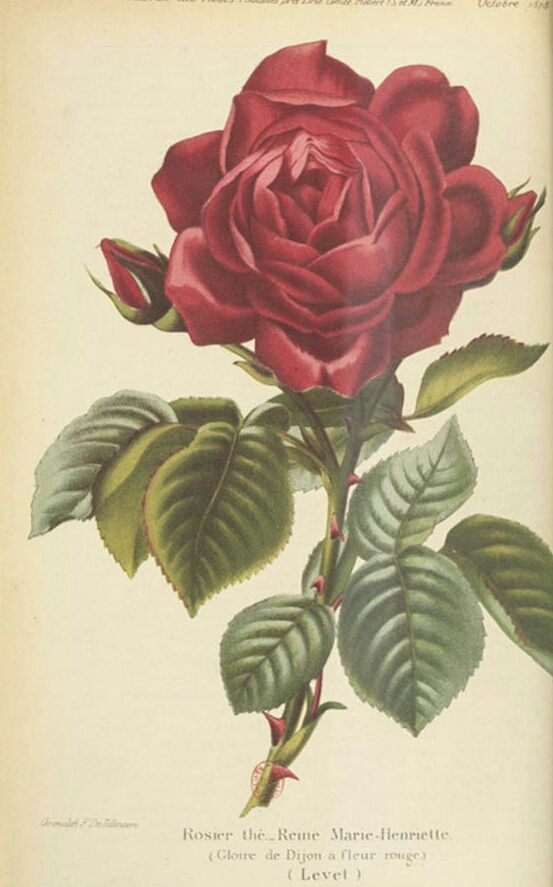
Ilustración de 'Reine Marie-Henriette' en el Journal des roses, octubre de 1878.

Se le dedicó una rosa roja en 1878, bajo el nombre de 'Reine Marie-Henriette'.

## Títulos y tratamientos
| ● 23 de agosto de 1836-22 de agosto de 1853:        | Su alteza imperial y real la archiduquesa María Enriqueta de Austria |
| ● 22 de agosto de 1853-17 de diciembre de 1865:     | Su alteza imperial y real la duquesa de Brabante                     |
| ● 17 de diciembre de 1865-19 de septiembre de 1902: | Su majestad la reina de los belgas                                   |

## Distinciones honoríficas
- Rosa de Oro de la Cristiandad ( Ciudad del Vaticano, 1893).
- Dama gran cordón de la Orden de Leopoldo ( Reino de Bélgica).
- 1878: Dama de primera clase de la Real Orden de Victoria y Alberto[1] ( Reino Unido).
- 6 de abril de 1863: Dama de la Orden de las Damas Nobles de la Reina María Luisa.[2] ( Reino de España).
- Dama gran cruz de la Imperial Orden de San Carlos ( Segundo Imperio Mexicano).
- Medalla Conmemorativa del Jubileo de oro de la reina Victoria ( Reino Unido, 20/06/1887).

## Ancestros
| \| \| \| \| \| \| \| \| \| \| \| \| \| \| \| \| \| \| \| \| 16. Leopoldo I, duque de Lorena y de Bar \| \| \| \| \| \| \| \| \| \| \| \| \| \| \| \| \| \| \| \| \| \| \| \| \| \| \| \| \| \| \| \| \| \| \| \| \| \| \| \| \| \| \| \| \| \| \| \| \| \| \| \| \| \| 8. Francisco I, emperador del Sacro Imperio Romano Germánico \| \| \| \| \| \| \| \| \| \| \| \| \| \| \| \| \| \| \| \| \| \| \| \| \| \| \| \| \| \| \| \| \| \| \| \| \| \| \| \| \| \| \| \| \| \| \| \| \| \| \| \| \| \| 17. Princesa Isabel Carlota de Orleans \| \| \| \| \| \| \| \| \| \| \| \| \| \| \| \| \| \| \| \| \| \| \| \| \| \| \| \| \| \| \| \| \| \| \| \| \| \| \| \| \| \| \| \| \| \| \| \| \| \| \| \| \| \| 4. Leopoldo II, emperador del Sacro Imperio Romano Germánico \| \| \| \| \| \| \| \| \| \| \| \| \| \| \| \| \| \| \| \| \| \| \| \| \| \| \| \| \| \| \| \| \| \| \| \| \| \| \| \| \| \| \| \| \| \| \| \| \| \| \| \| \| \| 18. Carlos VI, emperador del Sacro Imperio Romano Germánico \| \| \| \| \| \| \| \| \| \| \| \| \| \| \| \| \| \| \| \| \| \| \| \| \| \| \| \| \| \| \| \| \| \| \| \| \| \| \| \| \| \| \| \| \| \| \| \| \| \| \| \| \| \| 9. María Teresa I, archiduquesa de Austria, reina de Hungría \| \| \| \| \| \| \| \| \| \| \| \| \| \| \| \| \| \| \| \| \| \| \| \| \| \| \| \| \| \| \| \| \| \| \| \| \| \| \| \| \| \| \| \| \| \| \| \| \| \| \| \| \| \| 19. Princesa Isabel Cristina de Brunswick-Wolfenbüttel \| \| \| \| \| \| \| \| \| \| \| \| \| \| \| \| \| \| \| \| \| \| \| \| \| \| \| \| \| \| \| \| \| \| \| \| \| \| \| \| \| \| \| \| \| \| \| \| \| \| \| \| \| \| 2. Archiduque José Antonio de Austria \| \| \| \| \| \| \| \| \| \| \| \| \| \| \| \| \| \| \| \| \| \| \| \| \| \| \| \| \| \| \| \| \| \| \| \| \| \| \| \| \| \| \| \| \| \| \| \| \| \| \| \| \| \| 20. Felipe V, rey de España \| \| \| \| \| \| \| \| \| \| \| \| \| \| \| \| \| \| \| \| \| \| \| \| \| \| \| \| \| \| \| \| \| \| \| \| \| \| \| \| \| \| \| \| \| \| \| \| \| \| \| \| \| \| 10. Carlos III, rey de España \| \| \| \| \| \| \| \| \| \| \| \| \| \| \| \| \| \| \| \| \| \| \| \| \| \| \| \| \| \| \| \| \| \| \| \| \| \| \| \| \| \| \| \| \| \| \| \| \| \| \| \| \| \| 21. Princesa Isabel de Parma \| \| \| \| \| \| \| \| \| \| \| \| \| \| \| \| \| \| \| \| \| \| \| \| \| \| \| \| \| \| \| \| \| \| \| \| \| \| \| \| \| \| \| \| \| \| \| \| \| \| \| \| \| \| 5. Infanta María Luisa de España \| \| \| \| \| \| \| \| \| \| \| \| \| \| \| \| \| \| \| \| \| \| \| \| \| \| \| \| \| \| \| \| \| \| \| \| \| \| \| \| \| \| \| \| \| \| \| \| \| \| \| \| \| \| 22. Augusto III, rey de Polonia \| \| \| \| \| \| \| \| \| \| \| \| \| \| \| \| \| \| \| \| \| \| \| \| \| \| \| \| \| \| \| \| \| \| \| \| \| \| \| \| \| \| \| \| \| \| \| \| \| \| \| \| \| \| 11. Princesa María Amalia de Sajonia \| \| \| \| \| \| \| \| \| \| \| \| \| \| \| \| \| \| \| \| \| \| \| \| \| \| \| \| \| \| \| \| \| \| \| \| \| \| \| \| \| \| \| \| \| \| \| \| \| \| \| \| \| \| 23. Archiduquesa María Josefa de Austria \| \| \| \| \| \| \| \| \| \| \| \| \| \| \| \| \| \| \| \| \| \| \| \| \| \| \| \| \| \| \| \| \| \| \| \| \| \| \| \| \| \| \| \| \| \| \| \| \| \| \| \| \| \| 1. Archiduquesa María Enriqueta de Austria \| \| \| \| \| \| \| \| \| \| \| \| \| \| \| \| \| \| \| \| \| \| \| \| \| \| \| \| \| \| \| \| \| \| \| \| \| \| \| \| \| \| \| \| \| \| \| \| \| \| \| \| \| \| 24. Carlos I Alejandro, duque de Wurtemberg \| \| \| \| \| \| \| \| \| \| \| \| \| \| \| \| \| \| \| \| \| \| \| \| \| \| \| \| \| \| \| \| \| \| \| \| \| \| \| \| \| \| \| \| \| \| \| \| \| \| \| \| \| \| 12. Federico II Eugenio, duque de Wurtemberg \| \| \| \| \| \| \| \| \| \| \| \| \| \| \| \| \| \| \| \| \| \| \| \| \| \| \| \| \| \| \| \| \| \| \| \| \| \| \| \| \| \| \| \| \| \| \| \| \| \| \| \| \| \| 25. Princesa María Augusta de Thurn y Taxis \| \| \| \| \| \| \| \| \| \| \| \| \| \| \| \| \| \| \| \| \| \| \| \| \| \| \| \| \| \| \| \| \| \| \| \| \| \| \| \| \| \| \| \| \| \| \| \| \| \| \| \| \| \| 6. Duque Luis de Wurtemberg \| \| \| \| \| \| \| \| \| \| \| \| \| \| \| \| \| \| \| \| \| \| \| \| \| \| \| \| \| \| \| \| \| \| \| \| \| \| \| \| \| \| \| \| \| \| \| \| \| \| \| \| \| \| 26. Federico Guillermo I, Margrave de Brandeburgo y duque de Prusia \| \| \| \| \| \| \| \| \| \| \| \| \| \| \| \| \| \| \| \| \| \| \| \| \| \| \| \| \| \| \| \| \| \| \| \| \| \| \| \| \| \| \| \| \| \| \| \| \| \| \| \| \| \| 13. Princesa Federica de Brandeburgo-Schwedt \| \| \| \| \| \| \| \| \| \| \| \| \| \| \| \| \| \| \| \| \| \| \| \| \| \| \| \| \| \| \| \| \| \| \| \| \| \| \| \| \| \| \| \| \| \| \| \| \| \| \| \| \| \| 27. Princesa Sofía Dorotea de Prusia \| \| \| \| \| \| \| \| \| \| \| \| \| \| \| \| \| \| \| \| \| \| \| \| \| \| \| \| \| \| \| \| \| \| \| \| \| \| \| \| \| \| \| \| \| \| \| \| \| \| \| \| \| \| 3. Duquesa María Dorotea de Wurtemberg \| \| \| \| \| \| \| \| \| \| \| \| \| \| \| \| \| \| \| \| \| \| \| \| \| \| \| \| \| \| \| \| \| \| \| \| \| \| \| \| \| \| \| \| \| \| \| \| \| \| \| \| \| \| 28. Carlos Augusto, príncipe de Nassau-Weilburg \| \| \| \| \| \| \| \| \| \| \| \| \| \| \| \| \| \| \| \| \| \| \| \| \| \| \| \| \| \| \| \| \| \| \| \| \| \| \| \| \| \| \| \| \| \| \| \| \| \| \| \| \| \| 14. Carlos Cristián, príncipe de Nassau-Weilburg \| \| \| \| \| \| \| \| \| \| \| \| \| \| \| \| \| \| \| \| \| \| \| \| \| \| \| \| \| \| \| \| \| \| \| \| \| \| \| \| \| \| \| \| \| \| \| \| \| \| \| \| \| \| 29. Princesa Augusta Federica de Nassau-Idstein \| \| \| \| \| \| \| \| \| \| \| \| \| \| \| \| \| \| \| \| \| \| \| \| \| \| \| \| \| \| \| \| \| \| \| \| \| \| \| \| \| \| \| \| \| \| \| \| \| \| \| \| \| \| 7. Princesa Enriqueta de Nassau-Weilburg \| \| \| \| \| \| \| \| \| \| \| \| \| \| \| \| \| \| \| \| \| \| \| \| \| \| \| \| \| \| \| \| \| \| \| \| \| \| \| \| \| \| \| \| \| \| \| \| \| \| \| \| \| \| 30. Guillermo IV, príncipe de Orange-Nassau \| \| \| \| \| \| \| \| \| \| \| \| \| \| \| \| \| \| \| \| \| \| \| \| \| \| \| \| \| \| \| \| \| \| \| \| \| \| \| \| \| \| \| \| \| \| \| \| \| \| \| \| \| \| 15. Princesa Carolina de Orange-Nassau \| \| \| \| \| \| \| \| \| \| \| \| \| \| \| \| \| \| \| \| \| \| \| \| \| \| \| \| \| \| \| \| \| \| \| \| \| \| \| \| \| \| \| \| \| \| \| \| \| \| \| \| \| \| 31. Ana, princesa real \| \| \| \| \| \| \| \| \| \| \| \| \| \| \| \| \| \| \| \| \| \| \| \| \| \| \| \| \| \| \| \| \| \| \| \| \| \| \| \| \| \| \| \| \| \| \| \| \| \| \| \| |                                                                     |  |  |  |  |  |  |  |  |  |  |  |  |  |  |  |
| |                                                                     |  |  |  |  |  |  |  |  |  |  |  |  |  |  |  |
| | 16. Leopoldo I, duque de Lorena y de Bar                            |  |  |  |  |  |  |  |  |  |  |  |  |  |  |  |
| |                                                                     |  |  |  |  |  |  |  |  |  |  |  |  |  |  |  |
| |                                                                     |  |  |  |  |  |  |  |  |  |  |  |  |  |  |  |
| | 8. Francisco I, emperador del Sacro Imperio Romano Germánico        |  |  |  |  |  |  |  |  |  |  |  |  |  |  |  |
| |                                                                     |  |  |  |  |  |  |  |  |  |  |  |  |  |  |  |
| |                                                                     |  |  |  |  |  |  |  |  |  |  |  |  |  |  |  |
| | 17. Princesa Isabel Carlota de Orleans                              |  |  |  |  |  |  |  |  |  |  |  |  |  |  |  |
| |                                                                     |  |  |  |  |  |  |  |  |  |  |  |  |  |  |  |
| |                                                                     |  |  |  |  |  |  |  |  |  |  |  |  |  |  |  |
| | 4. Leopoldo II, emperador del Sacro Imperio Romano Germánico        |  |  |  |  |  |  |  |  |  |  |  |  |  |  |  |
| |                                                                     |  |  |  |  |  |  |  |  |  |  |  |  |  |  |  |
| |                                                                     |  |  |  |  |  |  |  |  |  |  |  |  |  |  |  |
| | 18. Carlos VI, emperador del Sacro Imperio Romano Germánico         |  |  |  |  |  |  |  |  |  |  |  |  |  |  |  |
| |                                                                     |  |  |  |  |  |  |  |  |  |  |  |  |  |  |  |
| |                                                                     |  |  |  |  |  |  |  |  |  |  |  |  |  |  |  |
| | 9. María Teresa I, archiduquesa de Austria, reina de Hungría        |  |  |  |  |  |  |  |  |  |  |  |  |  |  |  |
| |                                                                     |  |  |  |  |  |  |  |  |  |  |  |  |  |  |  |
| |                                                                     |  |  |  |  |  |  |  |  |  |  |  |  |  |  |  |
| | 19. Princesa Isabel Cristina de Brunswick-Wolfenbüttel              |  |  |  |  |  |  |  |  |  |  |  |  |  |  |  |
| |                                                                     |  |  |  |  |  |  |  |  |  |  |  |  |  |  |  |
| |                                                                     |  |  |  |  |  |  |  |  |  |  |  |  |  |  |  |
| | 2. Archiduque José Antonio de Austria                               |  |  |  |  |  |  |  |  |  |  |  |  |  |  |  |
| |                                                                     |  |  |  |  |  |  |  |  |  |  |  |  |  |  |  |
| |                                                                     |  |  |  |  |  |  |  |  |  |  |  |  |  |  |  |
| | 20. Felipe V, rey de España                                         |  |  |  |  |  |  |  |  |  |  |  |  |  |  |  |
| |                                                                     |  |  |  |  |  |  |  |  |  |  |  |  |  |  |  |
| |                                                                     |  |  |  |  |  |  |  |  |  |  |  |  |  |  |  |
| | 10. Carlos III, rey de España                                       |  |  |  |  |  |  |  |  |  |  |  |  |  |  |  |
| |                                                                     |  |  |  |  |  |  |  |  |  |  |  |  |  |  |  |
| |                                                                     |  |  |  |  |  |  |  |  |  |  |  |  |  |  |  |
| | 21. Princesa Isabel de Parma                                        |  |  |  |  |  |  |  |  |  |  |  |  |  |  |  |
| |                                                                     |  |  |  |  |  |  |  |  |  |  |  |  |  |  |  |
| |                                                                     |  |  |  |  |  |  |  |  |  |  |  |  |  |  |  |
| | 5. Infanta María Luisa de España                                    |  |  |  |  |  |  |  |  |  |  |  |  |  |  |  |
| |                                                                     |  |  |  |  |  |  |  |  |  |  |  |  |  |  |  |
| |                                                                     |  |  |  |  |  |  |  |  |  |  |  |  |  |  |  |
| | 22. Augusto III, rey de Polonia                                     |  |  |  |  |  |  |  |  |  |  |  |  |  |  |  |
| |                                                                     |  |  |  |  |  |  |  |  |  |  |  |  |  |  |  |
| |                                                                     |  |  |  |  |  |  |  |  |  |  |  |  |  |  |  |
| | 11. Princesa María Amalia de Sajonia                                |  |  |  |  |  |  |  |  |  |  |  |  |  |  |  |
| |                                                                     |  |  |  |  |  |  |  |  |  |  |  |  |  |  |  |
| |                                                                     |  |  |  |  |  |  |  |  |  |  |  |  |  |  |  |
| | 23. Archiduquesa María Josefa de Austria                            |  |  |  |  |  |  |  |  |  |  |  |  |  |  |  |
| |                                                                     |  |  |  |  |  |  |  |  |  |  |  |  |  |  |  |
| |                                                                     |  |  |  |  |  |  |  |  |  |  |  |  |  |  |  |
| | 1. Archiduquesa María Enriqueta de Austria                          |  |  |  |  |  |  |  |  |  |  |  |  |  |  |  |
| |                                                                     |  |  |  |  |  |  |  |  |  |  |  |  |  |  |  |
| |                                                                     |  |  |  |  |  |  |  |  |  |  |  |  |  |  |  |
| | 24. Carlos I Alejandro, duque de Wurtemberg                         |  |  |  |  |  |  |  |  |  |  |  |  |  |  |  |
| |                                                                     |  |  |  |  |  |  |  |  |  |  |  |  |  |  |  |
| |                                                                     |  |  |  |  |  |  |  |  |  |  |  |  |  |  |  |
| | 12. Federico II Eugenio, duque de Wurtemberg                        |  |  |  |  |  |  |  |  |  |  |  |  |  |  |  |
| |                                                                     |  |  |  |  |  |  |  |  |  |  |  |  |  |  |  |
| |                                                                     |  |  |  |  |  |  |  |  |  |  |  |  |  |  |  |
| | 25. Princesa María Augusta de Thurn y Taxis                         |  |  |  |  |  |  |  |  |  |  |  |  |  |  |  |
| |                                                                     |  |  |  |  |  |  |  |  |  |  |  |  |  |  |  |
| |                                                                     |  |  |  |  |  |  |  |  |  |  |  |  |  |  |  |
| | 6. Duque Luis de Wurtemberg                                         |  |  |  |  |  |  |  |  |  |  |  |  |  |  |  |
| |                                                                     |  |  |  |  |  |  |  |  |  |  |  |  |  |  |  |
| |                                                                     |  |  |  |  |  |  |  |  |  |  |  |  |  |  |  |
| | 26. Federico Guillermo I, Margrave de Brandeburgo y duque de Prusia |  |  |  |  |  |  |  |  |  |  |  |  |  |  |  |
| |                                                                     |  |  |  |  |  |  |  |  |  |  |  |  |  |  |  |
| |                                                                     |  |  |  |  |  |  |  |  |  |  |  |  |  |  |  |
| | 13. Princesa Federica de Brandeburgo-Schwedt                        |  |  |  |  |  |  |  |  |  |  |  |  |  |  |  |
| |                                                                     |  |  |  |  |  |  |  |  |  |  |  |  |  |  |  |
| |                                                                     |  |  |  |  |  |  |  |  |  |  |  |  |  |  |  |
| | 27. Princesa Sofía Dorotea de Prusia                                |  |  |  |  |  |  |  |  |  |  |  |  |  |  |  |
| |                                                                     |  |  |  |  |  |  |  |  |  |  |  |  |  |  |  |
| |                                                                     |  |  |  |  |  |  |  |  |  |  |  |  |  |  |  |
| | 3. Duquesa María Dorotea de Wurtemberg                              |  |  |  |  |  |  |  |  |  |  |  |  |  |  |  |
| |                                                                     |  |  |  |  |  |  |  |  |  |  |  |  |  |  |  |
| |                                                                     |  |  |  |  |  |  |  |  |  |  |  |  |  |  |  |
| | 28. Carlos Augusto, príncipe de Nassau-Weilburg                     |  |  |  |  |  |  |  |  |  |  |  |  |  |  |  |
| |                                                                     |  |  |  |  |  |  |  |  |  |  |  |  |  |  |  |
| |                                                                     |  |  |  |  |  |  |  |  |  |  |  |  |  |  |  |
| | 14. Carlos Cristián, príncipe de Nassau-Weilburg                    |  |  |  |  |  |  |  |  |  |  |  |  |  |  |  |
| |                                                                     |  |  |  |  |  |  |  |  |  |  |  |  |  |  |  |
| |                                                                     |  |  |  |  |  |  |  |  |  |  |  |  |  |  |  |
| | 29. Princesa Augusta Federica de Nassau-Idstein                     |  |  |  |  |  |  |  |  |  |  |  |  |  |  |  |
| |                                                                     |  |  |  |  |  |  |  |  |  |  |  |  |  |  |  |
| |                                                                     |  |  |  |  |  |  |  |  |  |  |  |  |  |  |  |
| | 7. Princesa Enriqueta de Nassau-Weilburg                            |  |  |  |  |  |  |  |  |  |  |  |  |  |  |  |
| |                                                                     |  |  |  |  |  |  |  |  |  |  |  |  |  |  |  |
| |                                                                     |  |  |  |  |  |  |  |  |  |  |  |  |  |  |  |
| | 30. Guillermo IV, príncipe de Orange-Nassau                         |  |  |  |  |  |  |  |  |  |  |  |  |  |  |  |
| |                                                                     |  |  |  |  |  |  |  |  |  |  |  |  |  |  |  |
| |                                                                     |  |  |  |  |  |  |  |  |  |  |  |  |  |  |  |
| | 15. Princesa Carolina de Orange-Nassau                              |  |  |  |  |  |  |  |  |  |  |  |  |  |  |  |
| |                                                                     |  |  |  |  |  |  |  |  |  |  |  |  |  |  |  |
| |                                                                     |  |  |  |  |  |  |  |  |  |  |  |  |  |  |  |
| | 31. Ana, princesa real                                              |  |  |  |  |  |  |  |  |  |  |  |  |  |  |  |
| |                                                                     |  |  |  |  |  |  |  |  |  |  |  |  |  |  |  |
| |                                                                     |  |  |  |  |  |  |  |  |  |  |  |  |  |  |  |

| Predecesor: Luisa María de Francia | Reina consorte de los belgas 1865-1902 | Sucesor: Isabel Gabriela de Baviera |